# Lilla Rälgylet
Lilla Rälgylet är en sjö i Olofströms kommun i Blekinge och ingår i Mörrumsån-Skräbeåns kustområde.